# Списак партизанских одреда из Босне и Херцеговине
Партизански одреди формирани на територији Босне и Херцеговине били су део Народноослободилачке војске и партизанских одреда Југославије, који су се током Народноослободилачког рата, од јула 1941. до маја 1945. године, борили против окупатора и његових сарадника. Њима је командовао Главни штаб НОП одреда Босне и Херцеговине, а након његовог расформирања од 1942. године Врховни штаб НОВ и ПОЈ.
Први партизански одреди на територији Босне и Херцеговине почели су се формирати током јула и августа првенствено на подручјима насељеним претежно српским становништвом која су била погођена усташким терором. На војно-политичком саветовању у Стојицама, одржаном септембра 1941. године, руководство Народноослободилачког покрета је јасно дефинисало организацију партизанских одреда.
У току Народноослободилачког рата на територији Босне и Херцеговине формирано је преко шездесет партизанских одреда.
Током ослобођења Босне и Херцеговине 1945. године, партизански одреди су расформирани, а њихово људство је или упућивано у састав других јединица НОВЈ или КНОЈ-а или демобилисано.

## Списак партизанских одреда из Босне и Херцеговине
| одред                                     | датум формирања                | место формирања               | командант              | политички комесар      |
| ----------------------------------------- | ------------------------------ | ----------------------------- | ---------------------- | ---------------------- |
| Бањалучки одред                           | прва половина маја 1943.       | средња Босна                  |                        |                        |
| Бирчански одред                           | друга половина августа 1941.   | Бирач                         |                        |                        |
| Височко-фојнички одред                    | 17. јул 1943.                  | Крешево                       |                        |                        |
| Влашићки одред                            | мај 1944.                      | околина Травника              |                        |                        |
| Вуковски одред                            | 27. јул 1943.                  | околина Купреса               |                        |                        |
| Гламочко-ливањски одред                   | крајем априла 1943.            | срез Гламоча                  |                        |                        |
| Градишко-лијевчански одред                | 20. новембар 1943.             | Лијевче поље                  |                        |                        |
| Граховско-пеуљски одред „Гаврило Принцип“ | јул 1941.                      | околина Босанског Грахова     |                        |                        |
| Добојско-дервентски одред                 | средина новембра 1943.         | околина Добоја                |                        |                        |
| Дрварско-петровачки одред                 | друга половина маја 1943.      | околина Дрвара                |                        |                        |
| Дувањски одред                            | 30. октобар 1943.              | околина Дувна                 |                        |                        |
| Одред „Звијезда“                          | прва половина октобра 1941.    | планина Звијезда              |                        |                        |
| Зенички одред                             | октобар 1941.                  | Зенички крај                  |                        |                        |
| Змијањски одред                           | 29. новембар 1943.             | близина Мркоњић-Града         |                        |                        |
| Јањски одред                              | крајем јуна 1943.              | Јањ, код Јајца                |                        |                        |
| Јајачки одред                             | јануар 1944.                   | Јањ, код Јајца                |                        |                        |
| Јајачко-травнички одред                   | 18. октобар 1944.              | између Јајца и Травника       |                        |                        |
| Јахорински одред                          | друга половина септембра 1943. | планина Јахорина              |                        |                        |
| Калиновички одред                         | крајем септембра 1941.         | околина Калиновика            |                        |                        |
| Кладањски одред                           | септембар 1943.                | рејон Кладња                  |                        |                        |
| Козарски одред                            | 26. мај 1943.                  | планина Козара                |                        |                        |
| Први крајишки одред                       | крајем октобра 1941.           | Босанска крајина              |                        |                        |
| Други крајишки одред                      | средином септембра 1941.       | планина Козара                | Младен Стојановић, нх  | Осман Карабеговић, нх  |
| Трећи крајишки одред                      | крајем октобра 1941.           | Босанска крајина              |                        |                        |
| Четврти крајишки одред                    | 6. фебруар 1942.               | средишња Босна                |                        |                        |
| Пети крајишки одред                       | почетком марта 1942.           | Босанска крајина              |                        |                        |
| Шести крајишки одред                      | 1. мај 1942.                   | планина Мањача                |                        |                        |
| Коњички одред                             | 21. септембар 1944.            |                               |                        |                        |
| Крајишки (муслимански) одред              | 15. март 1944.                 | Цазинска крајина              |                        |                        |
| Купрешки одред                            | мај 1943.                      | околина Купреса               |                        |                        |
| Купрешко-јањски одред                     | 27. јула 1943.                 |                               |                        |                        |
| Лимски одред                              | 4. новембар 1943.              | рејон Рудог и Вишеграда       |                        |                        |
| Ливањски одред                            | 14. октобар 1941.              | планина Цинцар                |                        |                        |
| Ливањско-дувањски одред                   | 10. април 1944.                | рејон Ливна и Дувна           |                        |                        |
| Мајевички одред                           | почетком августа 1941.         | планина Мајевица              | Иван Марковић Ирац, нх | Фадил Јахић Шпанац, нх |
| Први мајевички одред                      | 28. новембар 1942.             | планина Мајевица              |                        |                        |
| Други мајевички одред                     | крајем фебруара 1943.          | планина Мајевица              |                        |                        |
| Трећи мајевички одред                     | новембар 1943.                 | планина Мајевица              |                        |                        |
| Мостарски одред                           | 16. март 1944.                 | околина Коњица                |                        |                        |
| Мотајички одред                           | 11. новембар 1943.             | планина Мотајица              |                        |                        |
| Озренски одред                            | август 1941.                   | планина Озрен, код Добоја     |                        |                        |
| Пљевски одред                             | 8. октобар 1943.               | околина Мркоњић-Града         |                        |                        |
| Подгрмечки одред                          | 7. мај 1943.                   | Подгрмеч                      |                        |                        |
| Посавски одред                            | 16. или 17. септембар 1943.    | Обудовац, код Босанског Шамца |                        |                        |
| Прњаворски одред                          | 10. јун 1943.                  | околина Прњавора              |                        |                        |
| Рамски одред                              | почетком фебруара 1943.        | рејон Прозора                 |                        |                        |
| Рибнички одред                            | 15. април 1943.                | Црквено, код Рибника          |                        |                        |
| Романијски одред                          | 5. октобар 1941.               | планина Романија              |                        |                        |
| Сански одред                              | крајем септембра 1943.         | рејон Санског Моста           |                        |                        |
| Сребренички одред                         | 9. октобар 1943.               | Братунац                      |                        |                        |
| Тешањско-теслићки одред                   | 18. септембар 1943.            | средња Босна                  |                        |                        |
| Тимарски одред                            | крајем априла 1944.            | Тимар                         |                        |                        |
| Требавски партизански одред               |                                |                               |                        |                        |
| Травнички одред                           | крајем априла 1942.            | Перле, на планини Влашић      |                        |                        |
| Тузлански одред                           | 29. октобар 1943.              | рејон Тузле                   |                        |                        |
| Ударни одред Петог корпуса                | септембар 1943.                | Босанска крајина              |                        |                        |
| Узломачки одред                           | крајем септембра 1944.         | рејон Котор Вароши            |                        |                        |
| Херцеговачки одред                        | друга половина октобра 1941.   | Херцеговина                   |                        |                        |
| Севернохерцеговачки одред                 | почетком фебруара 1942.        | северна Херцеговина           |                        |                        |
| Јужнохерцеговачки одред                   | почетком фебруара 1942.        | јужна Херцеговина             |                        |                        |
| Херцеговачки одред                        | 14. јун 1942.                  | Суха                          |                        |                        |
| Севернохерцеговачки одред                 | 23. новембар 1943.             |                               |                        |                        |
| Јужнохерцеговачки одред                   | 23. новембар 1943.             | Црквено, код Рибника          |                        |                        |
| Западнохерцеговачки одред                 | 12. јануар 1944.               |                               |                        |                        |
| Цазински одред                            | 8. септембар 1943.             | Цазинска крајина              |                        |                        |
| Црновршки одред                           | 18. октобар 1943.              | Прњавор                       |                        |                        |